# Via dell'ottetto
In fisica la via dell'ottetto è un termine coniato dal fisico statunitense Murray Gell-Mann per una teoria che organizza le particelle subatomiche barioni e mesoni in ottetti. La teoria è stata anche presentata indipendentemente dal fisico israeliano Yuval Ne'eman ed ha portato ai successivi sviluppi del modello di quark.
Il nome traduce il termine inglese eightfold way che allude al Nobile ottuplice sentiero (Noble Eightfold Path) del buddhismo che è la quarta delle quattro nobili verità e che rappresenta la via alla fine della sofferenza.
Oltre ad organizzare i mesoni ed i barioni con spin 1/2 in ottetti, i principi della via dell'ottetto possono essere applicati anche ai barioni con spin 3/2, formando un decupletto. Una delle particelle che formano questo decupletto non era mai stata osservata prima. Gell-Mann la chiamò Ω− e stabilì nel 1962 che essa avrebbe dovuto avere una stranezza −3, una carica elettrica −1 ed una massa all'incirca di 1680 MeV/c2. Nel 1964 una particella praticamente identica a quella ipotizzata fu realmente scoperta dall'équipe che lavorava presso l'acceleratore di particelle di Brookhaven, attribuendo alla via dell'ottetto un successo trionfale. Gell-Mann ricevette il premio Nobel per la Fisica nel 1969 per il suo lavoro sulla teoria delle particelle elementari.
La via dell'ottetto può essere compresa in termini moderni come una conseguenza delle simmetrie di sapore tra i vari tipi di quark. Poiché l'interazione forte è la stessa per i quark di qualsiasi sapore, sostituendo un quark di un determinato sapore con un altro in un adrone la massa non viene alterata di molto. Dal punto di vista matematico questa sostituzione può essere descritta da elementi del gruppo SU(3). Gli ottetti ed altri artifici sono rappresentazioni di questo gruppo.

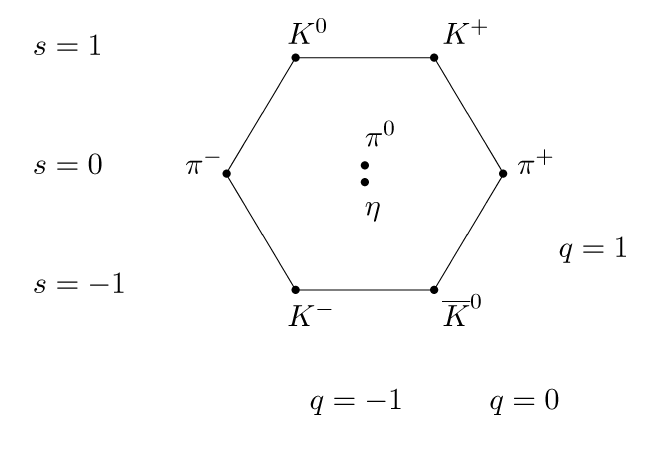
L'ottetto del mesone. Le particelle disposte sulla stessa linea orizzontale hanno la stessa stranezza, s, mentre quelle sulla stessa diagonale hanno la stessa carica, q.
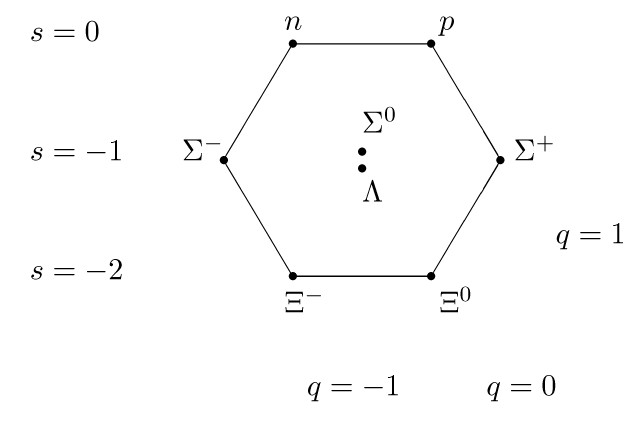
L'ottetto barionico
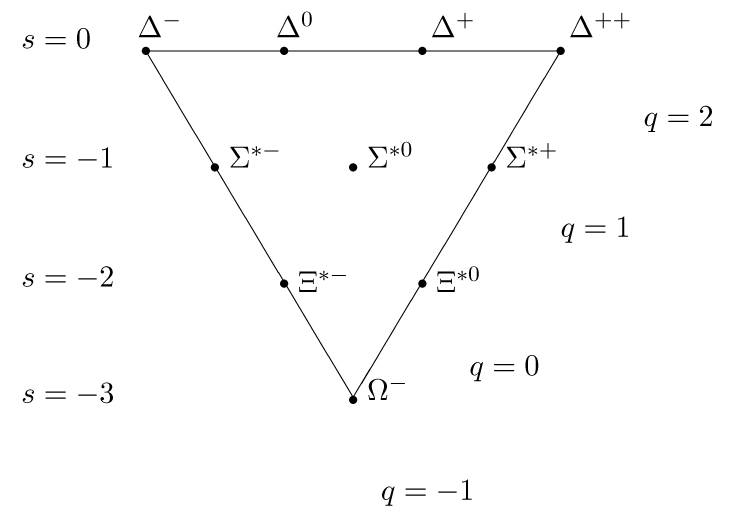
Il decupletto barionico